# Cambio utente rapido

Cambio utente rapido su macOS Sierra.

Il Cambio utente rapido (in lingua inglese Fast User Switching) è una tecnologia sviluppata dalla Apple Inc. che, sfruttando la natura multiutente del sistema operativo macOS, consente a più utenti di utilizzare lo stesso personal computer.
In sostanza consente a un utente di autenticarsi in un computer senza bisogno di scollegare il precedente utente. Quando il nuovo utente si autentica, il sistema, per segnalare l'avvenuto login, mostra un'animazione tridimensionale dove un cubo ruotando sostituisce il precedente desktop con quello del nuovo utente. Questa animazione fa uso della tecnologia Quartz Extreme, quindi non è disponibile sui modelli di computer dotati di schede grafiche datate.
Poiché le applicazioni del precedente utente non vengono sospese ma rimangono in esecuzione, se quest'ultimo lo desidera, può collegarsi in remoto e continuare ad utilizzare la postazione. Questa tecnologia può produrre dei problemi di sicurezza dato che, ad esempio, un utente potrebbe consumare tutte le risorse del sistema, impedendo l'utilizzo della postazione da parte degli altri utenti.
Anche Windows XP implementa una tecnologia analoga, tuttavia la diversa architettura del sistema operativo la rende meno sicura e soggetta a varie limitazioni. Attualmente questa funzionalità non è presente in Windows 7 Starter.
Con macOS Sierra e MacBook Pro del 2016 è possibile cambiare utente attraverso il Touch ID presente nella Touch Bar del computer.